# Steve Missillier
Steve Missillier (Annecy, 12 dicembre 1984) è un ex sciatore alpino francese specialista delle gare tecniche.

## Biografia

### Stagioni 2000-2009
Originario di Le Grand-Bornand e attivo in gare FIS dal dicembre del 1999, Missillier ha esordito in Coppa Europa il 24 gennaio 2003 a Courchevel in slalom speciale e in Coppa del Mondo il 13 dicembre 2004 a Sestriere nella medesima specialità, in entrambi i casi senza completare la prova. Dopo quella gara è rimasto lontano dal massimo circuito internazionale fino al marzo 2006, quando è entrato a far parte stabilmente della nazionale maggiore francese.
Ha debuttato ai Campionati mondiali a Åre 2007, dove non ha terminato lo slalom gigante; nella stagione 2007-2008 in Coppa Europa ha ottenuto in slalom speciale tutti i suoi tre podi nel circuito, due vittorie (l'8 gennaio a Nauders e l'11 marzo a Monginevro) e un secondo posto. L'anno dopo ai Mondiali Val-d'Isère 2009 si è classificato 6º nello slalom gigante.

### Stagioni 2010-2019
Ai XXI Giochi olimpici invernali di Vancouver 2010, suo esordio olimpico, è stato 13º nello slalom gigante e non ha completato lo slalom speciale. Ha conquistato il suo unico podio in Coppa del Mondo il 12 dicembre 2010 con il 3º ottenuto posto nello slalom speciale di Val-d'Isère e ha disputato la gara di slalom speciale anche ai Mondiali di Garmisch-Partenkirchen 2011 e di Schladming 2013, in entrambi i casi senza concludere la prova.
Ai XXII Giochi olimpici invernali di Soči 2014, sua ultima presenza olimpica, ha vinto la medaglia d'argento nello slalom gigante vinto dallo statunitense Ted Ligety, mentre non ha concluso lo slalom speciale. Ai Mondiali di Sankt Moritz 2017, suo congedo iridato, si è classificato 18º nello slalom gigante; si è ritirato durante la stagione 2018-2019 e la sua ultima gara in carriera è stata lo slalom gigante di Coppa del Mondo disputato a Val-d'Isère l'8 dicembre, non completato da Missillier.

## Palmarès

### Olimpiadi
- 1 medaglia:
  - 1 argento (slalom gigante a Soči 2014)

### Coppa del Mondo
- Miglior piazzamento in classifica generale: 22º nel 2013
- 1 podio (in slalom speciale):
  - 1 terzo posto

### Coppa Europa
- Miglior piazzamento in classifica generale: 14º nel 2008
- 3 podi:
  - 2 vittorie
  - 1 terzo posto

#### Coppa Europa - vittorie
| Data           | Località   | Paese   | Specialità |
| -------------- | ---------- | ------- | ---------- |
| 8 gennaio 2008 | Nauders    | Austria | SL         |
| 11 marzo 2008  | Monginevro | Francia | SL         |

Legenda:

SL = slalom speciale

### Nor-Am Cup
- Miglior piazzamento in classifica generale: 44º nel 2011
- 3 podi:
  - 1 vittoria
  - 1 secondo posto
  - 1 terzo posto

#### Nor-Am Cup - vittorie
| Data             | Località | Paese       | Specialità |
| ---------------- | -------- | ----------- | ---------- |
| 28 novembre 2010 | Loveland | Stati Uniti | SL         |

Legenda:

SL = slalom speciale

### Campionati francesi
- 12 medaglie[1]:
  - 4 ori (slalom speciale nel 2007; slalom gigante nel 2008; slalom speciale nel 2012; slalom gigante nel 2013)
  - 2 argenti (slalom gigante nel 2007; slalom speciale nel 2015)
  - 6 bronzi (slalom speciale nel 2008; slalom speciale nel 2009; slalom speciale nel 2013; supergigante, supercombinata nel 2014; slalom speciale nel 2016)